# Agave chrysantha
Agave chrysantha là một loài thực vật có hoa trong họ Măng tây. Loài này được Peebles mô tả khoa học đầu tiên năm 1935.